# Giulio Masetti
Il Conte Giulio Masetti da Bagnano (Vinci, 22 dicembre 1894 – Caltavuturo, 25 aprile 1926) è stato un pilota automobilistico e nobile italiano.

## Biografia
Il conte Giulio Masetti da Bagnano nacque a Vinci nel 1894.Insieme al fratello Carlo, anch'egli appassionato di motori e di competizioni, iniziò a gareggiare fin da ragazzo. Dopo aver acquistato un'obsoleta ma ancora efficiente Fiat S57/14B del 1914 iniziò a gareggiare già nel 1920. Con questa vettura, nello stesso 1920, partecipò alla Parma-Poggio di Berceto giungendo secondo alle spalle di Giuseppe Campari che correva su Alfa Romeo e, nello stesso anno, si piazzò ancora al secondo posto nella Coppa della Consuma.
L'anno successivo arrivò la sua prima vittoria, sempre sulla stessa Fiat, alla Targa Florio. La sua vittoria fu un vero capolavoro in quanto riuscì a sconfiggere, con un mezzo molto meno potente, gli squadroni Alfa Romeo e Mercedes che erano giunti in Sicilia con l'intento di vincere a tutti i costi la gara. Dopo la vittoria iniziarono i contatti con la Mercedes ma la scuderia tedesca alla fine non lo ingaggiò, ritenendo la sua vittoria come un colpo di fortuna. 
Il rifiuto della Mercedes provocò in Masetti un senso di rabbia e frustrazione e, per riscattarsi, decise di acquistare personalmente una Mercedes e, dopo averla ridipinta nel colore Rosso Italia, nel 1922 si presentò alla partenza della Targa Florio. Il pilota fiorentino dimostrò che non era stata fortuna e bissò il successo dell'anno precedente, precedendo le due Ballot ufficiali e le vetture dell'Alfa Romeo. Con la sua Mercedes rossa, nello stesso anno, vinse anche il Circuito di Brescia e, sempre a Brescia, si piazzò terzo nella gara di velocità sul chilometro lanciato.
Il duplice successo nella gara siciliana lo fece diventare un beniamino del pubblico e gli valse il soprannome di "Leone delle Madonie". 
Nel 1923 l'Alfa Romeo lo ingaggia come pilota ufficiale e, con la nuova auto, vince la Coppa della Consuma e si piazza secondo, dietro a Gastone Brilli Peri, nel Circuito del Mugello, quarto alla Targa Florio e secondo, dietro al fratello Carlo, nella classifica assoluta del Circuito di Montichiari. Nel 1924 è ancora pilota ufficiale Alfa Romeo ed alla guida di un Alfa RL TF giunse secondo alla Targa Florio. Nel 1925 gareggia per la squadra Sunbeam-Talbot-Darracq arrivando primo nella Corsa del Klausen in Svizzera dove, per la prima volta, indossò un casco rigido rivestito in pelle marrone, secondo alla 200 miglia di Booklands e terzo al Grand Prix di Francia.
Ma la sua passione era la Targa Florio che in quell'anno non aveva corso. Il pubblico siciliano lo amava e lui amava la Sicilia.

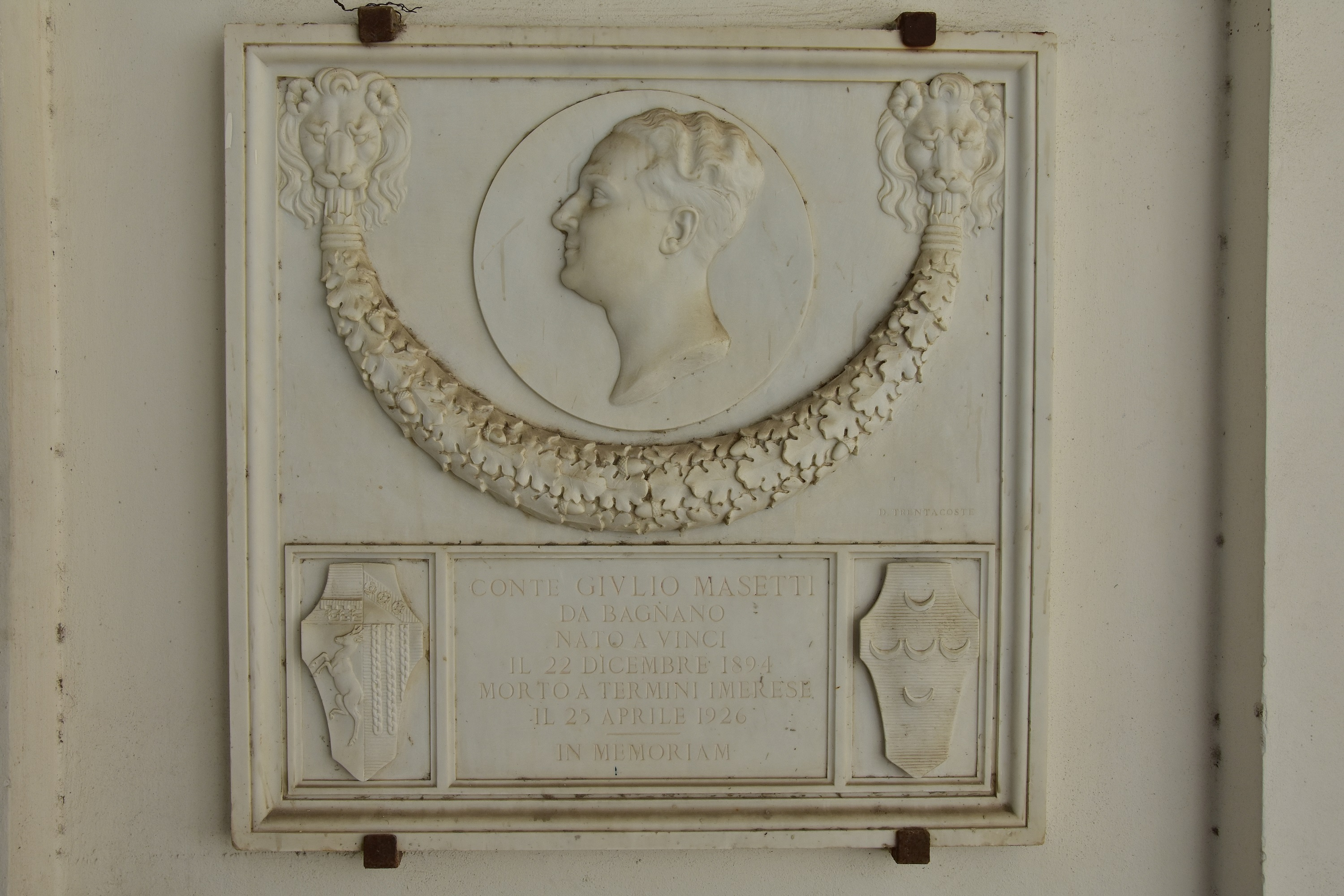
Lastra in memoria di Giulio Masetti (Grand Hotel delle Terme)

Nel 1926 scese nuovamente in Sicilia per correre la 17ª edizione della corsa. Decise di gareggiare su una Darracq di sua proprietà ma, a causa di un ritardo nella preparazione della macchina, fu costretto a ripiegare su una Delage due litri, dodici cilindri. La macchina portava il numero 13 e stava conducendo un'ottima gara quando, giunto su un ponticello a Sclafani Bagni, Masetti perse il controllo della vettura, andando a schiantarsi contro un terrapieno a cui fece seguito il decollo e il successivo ribaltamento, che schiacciò il corpo del pilota, che perse la vita all'istante a soli 31 anni.
Quando giunsero i primi soccorritori ad estrarlo lo trovarono vestito come al suo solito: tuta di colore bianco e cintura di cuoio marrone con fibbia in argento.
Sul luogo dell'incidente sorge un cippo che lo ricorda; il feretro venne in seguito inumato nel Cimitero delle Porte Sante a Firenze. Il pilota viene anche ricordato da una lastra marmorea (firmata dallo scultore Domenico Trentacoste) posta nel cortile del Grand Hotel delle Terme a Termini Imerese, quartiere generale della Targa Florio negli anni 20.

## Lo stile di guida

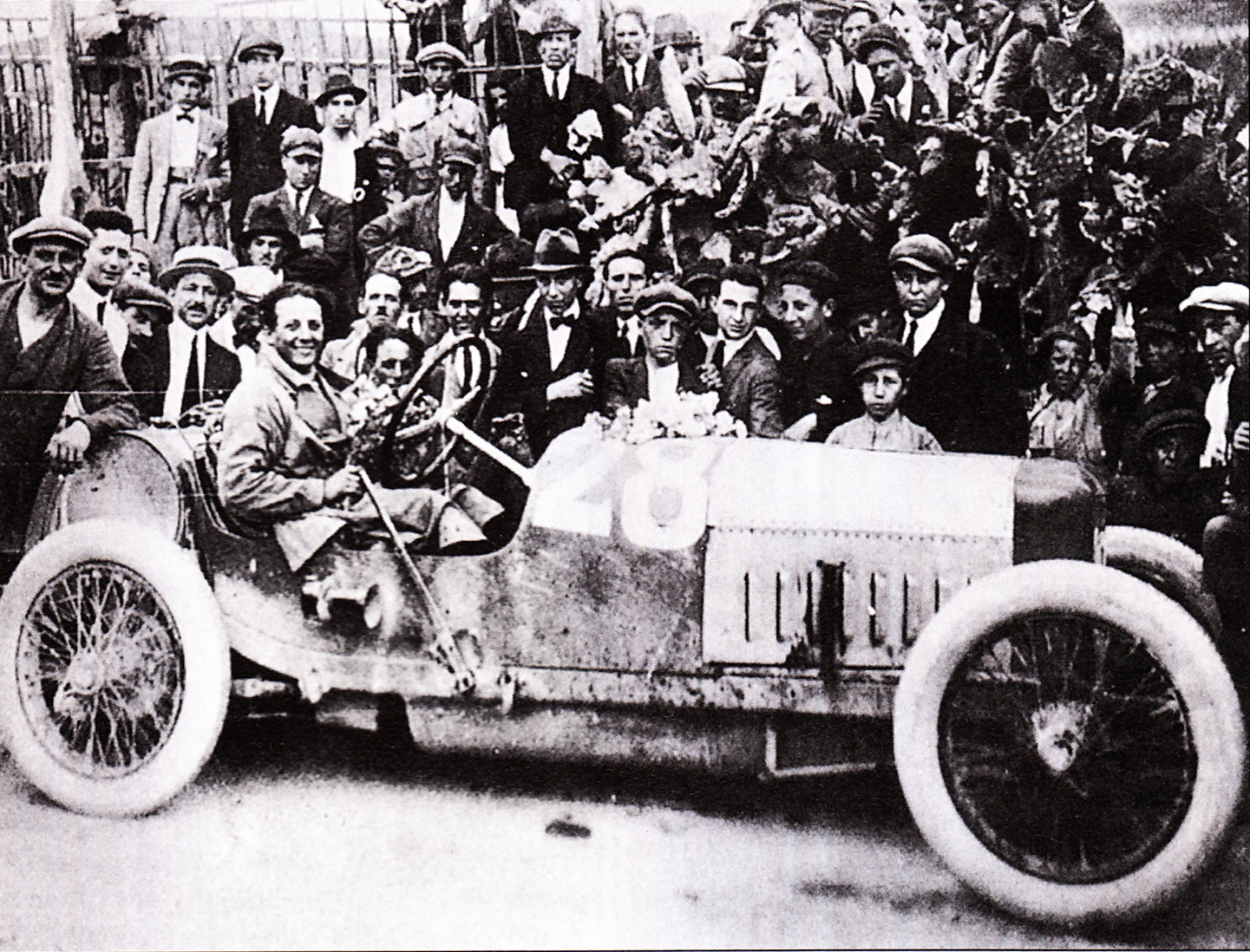
Masetti su Fiat S57/14B dopo la vittoria nella Targa Florio del 1921

Giulio Masetti aveva una tecnica di guida non aggressiva che lo portava ad interpretare nel modo migliore le curve, in genere senza derapare e senza sfruttare al massimo la tenuta degli pneumatici. Questa tecnica era l'ideale sul tracciato della Targa Florio dove, in media, un pilota doveva affrontare mediamente per ogni chilometro dodici fra tornanti e curve.

## I cippi stradali
Lungo le strade che lo videro protagonista come pilota sono tre i cippi stradali che lo ricordano. Uno è posto nei pressi del Passo della Futa, un altro nei pressi del Passo della Consuma e un l'altro è posto a Sclafani Bagni nel luogo dove perse la vita. 

### La targa al Passo della Futa

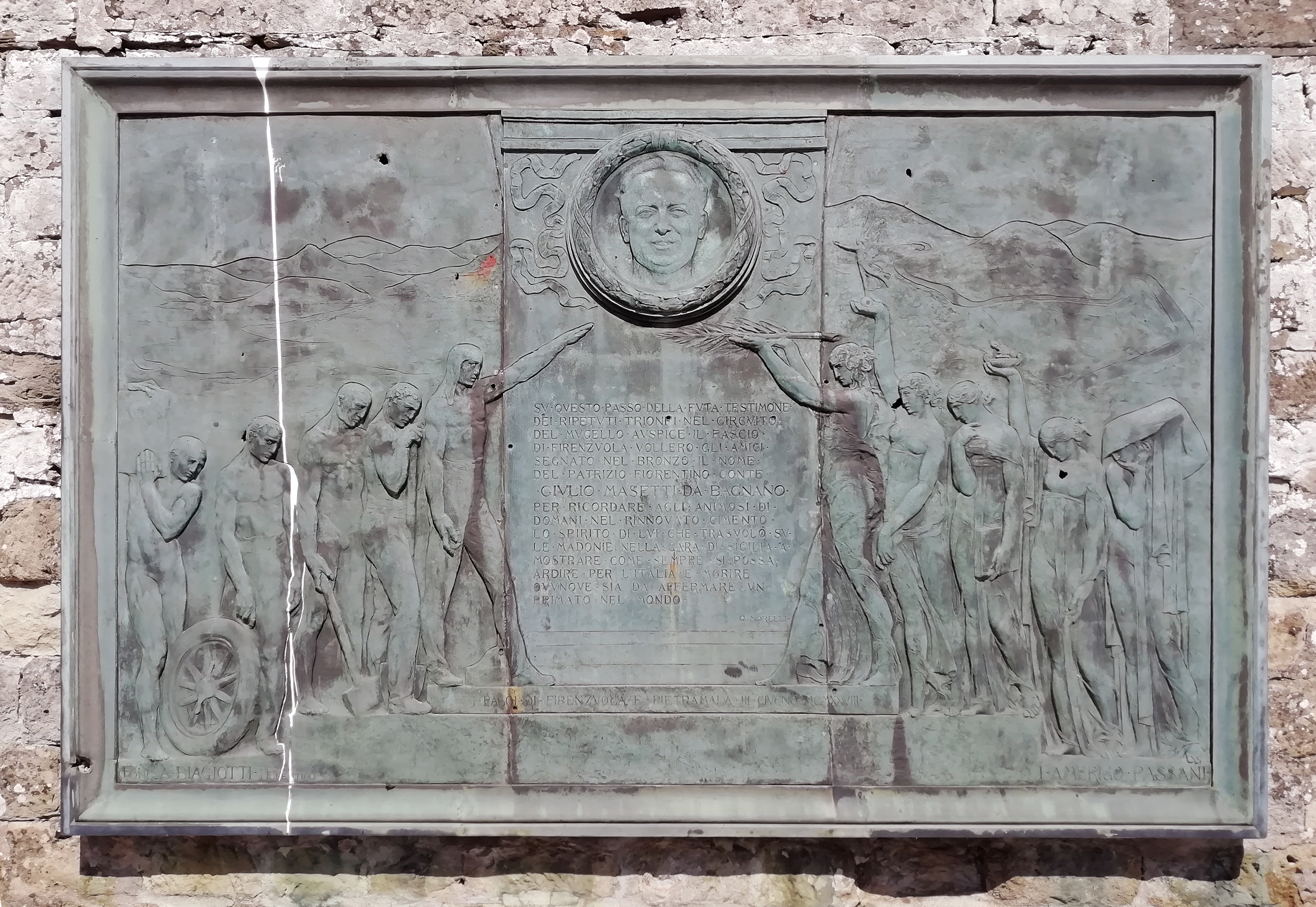
La targa commemorativa al Passo della Futa

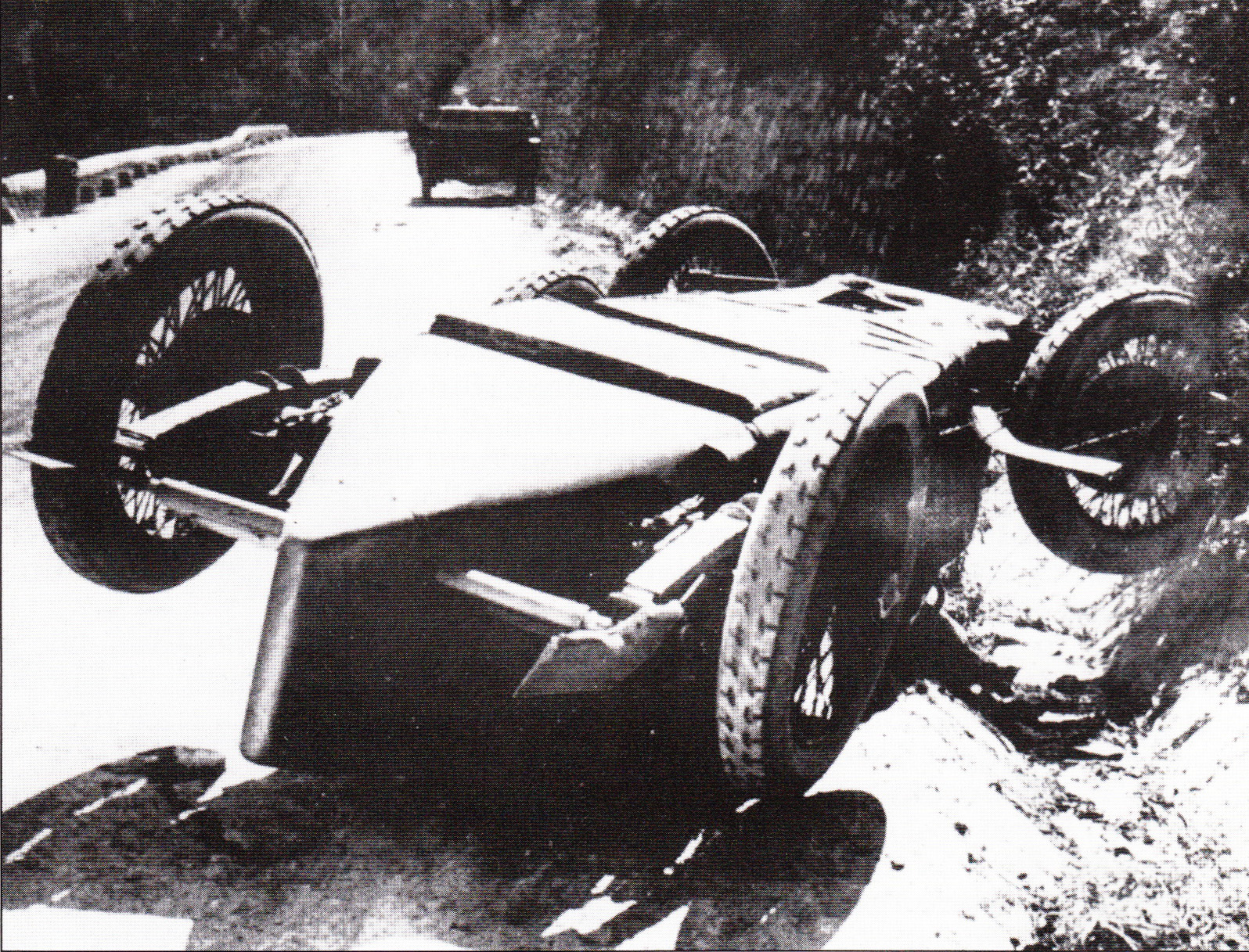
La Delage di Masetti come apparve ai primi soccorritori

La targa commemorativa al Passo della Futa ha un testo che così recita:
| SU QUESTO PASSO DELLA FUTA TESTIMONE DEI RIPETUTI TRIONFI NEL CIRCUITO DEL MUGELLO AUSPICE IL FASCIO DI FIRENZUOLA VOLLERO GLI AMICI SEGNATO NEL BRONZO IL NOME DEL PATRIZIO FIORENTINO CONTE GIULIO MASETTI DA BAGNANO PER RICORDARE AGLI ANIMOSI DI DOMANI NEL RINNOVATO CIMENTO LO SPIRITO DI LUI CHE TRASVOLÒ SU LE MADONIE NELLA GARA DI SICILIA A MOSTRARE COME SEMPRE SI POSSA ARDIRE PER L'ITALIA E MORIRE OVUNQUE SIA DA AFFERMARE UN PRIMATO DEL MONDO. |

I FASCI DI FIRENZUOLA E PIETRAMALA III GIUGNO MCMXXVII